# 비늘우산대이끼과
비늘우산대이끼과(Fossombroniaceae)는 망울이끼강 리본이끼목에 속하는 우산이끼류과의 하나이다. 비늘우산대이끼(Fossombronia foveolata) 등을 포함하고 있다. 종우산대이끼과(Codoniaceae)로 분류하기도 한다.

## 하위 속
- Austrofossombronia
- 비늘우산대이끼속 (Fossombronia)[2]